# 安保正敏
安保 正敏（あぼ まさとし、1907年11月18日 - 1971年3月20日）は、日本の実業家。三重交通社長と東海テレビ放送社長を務めた。三重県松阪市出身。赤福餅で有名な赤福代表取締役社母兼社長である濵田勝子は三女、その夫は同社元会長である濵田益嗣。

## 経歴・人物
1929年に、同志社専門学校高等商業部を卒業。
1942年に、松阪電気鉄道社長に就任し、1944年に統合により、三重交通専務に就任し、1954年に社長に昇格した。1957年に近畿東海放送社長に就任し、1959年にラジオ東海との合併により1971年に東海ラジオ放送社長にも就任した。1957年に東海テレビ放送副社長にも就任し、1967年には社長に昇格した。三重交通会長、近畿日本鉄道取締役などを歴任した。
1971年3月20日大阪での出張中に心臓発作が起こり、死去。63歳没。